# Најмањи заједнички садржалац
У аритметици, најмањи заједнички садржалац (НЗС) два цела броја јесте најмањи природан број који је дељив без остатка са оба. Уколико је један од датих бројева нула, њихов најмањи заједнички садржалац је нула по дефиницији. Аналогно се дефинише и најмањи заједнички садржалац више целих бројева.
Најмањи заједнички садржалац, на пример, омогућава сабирање разломака са различитим имениоцима. Пример: најмањи заједнички садржалац за бројеве 5 и 3  би био број 15.
Најмањи заједнички садржалац је неопходан и код одузимања разломака, јер се другачије не може одузимати.